# Karl Scheurer
Pour les articles homonymes, voir Scheurer.
Karl Scheurer, né le 27 septembre 1872 (originaire de Signau) et mort le 14 novembre 1929, est une personnalité politique suisse, membre du Parti radical-démocratique.
Il est conseiller fédéral de 1920 à 1929 (47e conseiller fédéral de l'histoire[réf. nécessaire]), à la tête du Département militaire. Il préside la Confédération en 1923.